# Javier Arnau
Javier „Xavi“ Arnau Creus (* 20. März 1973 in Terrassa) ist ein ehemaliger spanischer Hockeyspieler. Er gewann 1996 die olympische Silbermedaille und war 1998 Weltmeisterschaftszweiter.

## Karriere
Javier Arnau nahm mit der Spanischen Nationalmannschaft an den Olympischen Spielen 1992 in Barcelona teil. Die Spanier belegten in der Vorrunde den dritten Platz hinter der Mannschaft Pakistans und der niederländischen Mannschaft. In der Platzierungsrunde um die Plätze 5 bis 8 besiegten die Spanier zunächst die Inder und dann die Briten und belegten damit den fünften Platz.
Vier Jahre später bei den Olympischen Spielen 1996 in Atlanta gewannen die Spanier ihre Vorrundengruppe trotz einer Niederlage gegen die indische Mannschaft. Mit einem 2:1-Halbfinalsieg über die Australier erreichten die Spanier das Finale und unterlagen dann den Niederländern mit 3:1. Zusammen mit Juan Escarré war Arnau mit fünf Treffern erfolgreichster Torschütze seiner Mannschaft. Zwei Jahre später standen sich die Niederländer und die Spanier im Finale der Weltmeisterschaft in Utrecht erneut gegenüber, die Niederländer gewannen nach Verlängerung mit 3:2.
Bei den Olympischen Spielen 2000 in Sydney war Javier Arnau noch einmal dabei, nach dem letzten Platz in der Vorrunde belegten die Spanier am Ende den neunten Platz.
Javier Arnau spielte in der spanischen Liga für Atlètic Terrassa wie auch sein Bruder Jordi Arnau, der 1996 ebenfalls zum spanischen Olympiateam im Hockey gehörte.